# Anatoliy Budyak
Anatoliy Budyak (Vinnytsia, 29 de septiembre de 1995) es un ciclista profesional ucraniano que milita en las filas del conjunto Terengganu Cycling Team. 
En 2018 destacó como amateur en el calendario español ganando etapas en la Vuelta a Ávila y la Vuelta a León.

## Palmarés
2019
- 1 etapa del Tour de Malopolska

2020
- 2.º en el Campeonato de Ucrania en Ruta
- Gran Premio Develi
- Gran Premio World's Best High Altitude

2021
- Tour de Mevlana, más 1 etapa
- 2 etapas del Tour de Malopolska
- 2.º en el Campeonato de Ucrania en Ruta
- Gran Premio Kayseri

2022
- 1 etapa del Tour de Ruanda[1]
- Gran Premio Mediterráneo
- Gran Premio Gündoğmuş[2]
- Gran Premio Kayseri

2023
- 2.º en el Campeonato de Ucrania en Ruta
- Gran Premio Kaisareia
- 1 etapa del Tour de Irán-Azerbaiyán

2024
- 2.º en el Campeonato de Ucrania en Ruta

2025
- Campeonato de Ucrania Contrarreloj